# Synagoga w Suchowoli

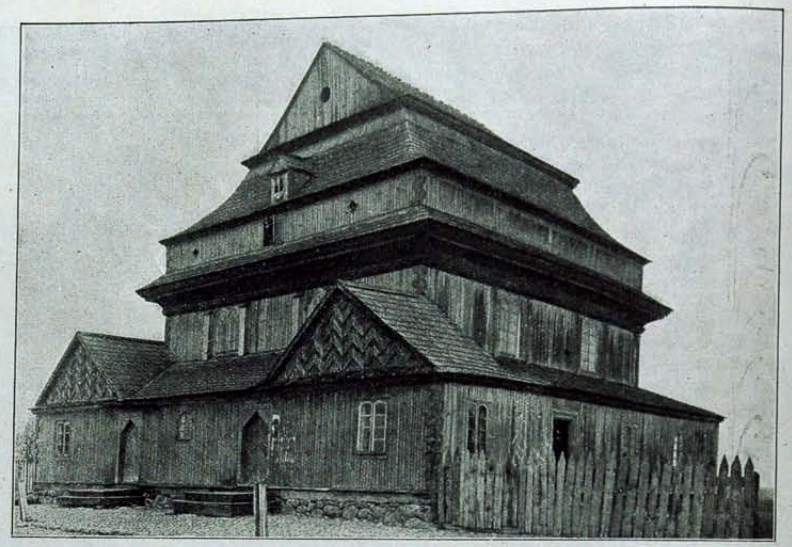
Suchowola – synagoga

Synagoga w Suchowoli (Wielka Synagoga w Suchowoli) – drewniana żydowska budowla sakralna, która znajdowała się w Suchowoli. Synagoga została wzniesiona około roku 1747 (niektóre źródła podają datę po 1776). W czasie II wojny światowej (po 1941) uległa zniszczeniu.

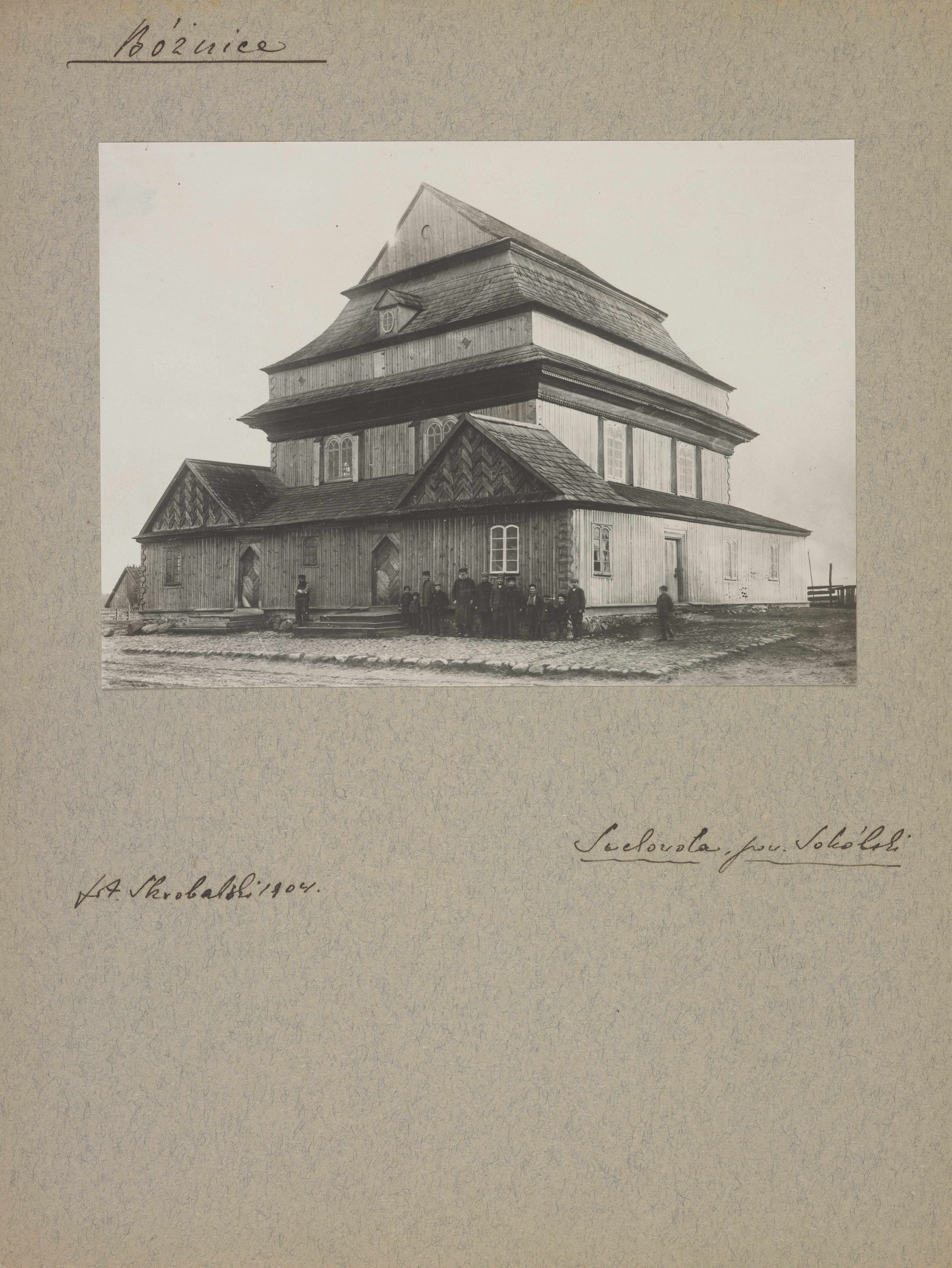
Synagoga w Suchowoli (1904)

## Architektura[2]
Budynek zaprojektowany na planie zbliżonym do kwadratu został wzniesiony w konstrukcji zrębowej wzmacnianej lisicami. Przykryty był dachem wysokim podzielonym na trzy kondygnacje – na część dolną, nad nim czterospadowy dach mansardowy i dach dwuspadowy. Części były oddzielone od siebie małymi ściankami. Niższe pokoje dla kobiet i przedsionek miały dwuspadowy dach oparty o ściany. Przy zachodnich narożnikach dwa dwuspadowe dachy nadal sprawiały wrażenie narożnych pawilonów. Posiadał charakterystyczny dla grupy białostocko-grodzieńskiej układ centralny z salą główną podzieloną czterema słupami na dziewięć równych pól i przykrytą okazałym sklepieniem ośmiobocznym. Od zachodu zlokalizowany był przedsionek, do którego wchodziło się przez dwoje symetrycznych ostrołukowych drzwi. Układ funkcjonalny dopełniały babińce od północy i południa przeznaczone dla kobiet oraz dwa pomieszczenia narożne. Sala główna miała po dwie pary okien (z okrągłymi łukami) na każdej ścianie nad jednospadowymi dachami. Pokoje kobiece i przedsionek posiadały mniejsze, prostokątne okna. Z zewnątrz charakterystyczne były trójkątne przyczółki, których szczyty wykończono dekoracyjnym deskowaniem w jodełkę.
Sala modlitewna miała wymiary 15,00 × 10,80 m. Miała wysokość 6,50 m przy ścianach i 11,60 m do szczytu sklepienia. Znajdowała się kilka stopni niżej niż zewnętrzne pomieszczenia.
Sklepienie wsparte było na czterech drewnianych filarach, pośrodku których stała bima, dzieląca przestrzeń na dziewięć prawie równych pól. Jest to znana jako synagoga dziewięciopolowa w kamiennych synagogach, takich jak Wielka Synagoga Przedmiejska we Lwowie.
Wewnątrz znajdował się mały balkon wzdłuż zachodniej ściany; to prawdopodobnie jedyna część, która została dodana później.
Bogato zdobiony aron ha-kodesz na ścianie wschodniej przypominał barokowy ołtarz i sięgał do początku sklepienia. Był otoczony filarami. W górnej części znajdowały się Tablice Mojżeszowe, a nad nimi orzeł z rozpostartymi skrzydłami.
We wnętrzu można było doszukać się wpływów architektury barokowej, np. w przypadku wzornictwa aron Ha-kodesha, przypominającego nieco chrześcijański ołtarz. Z zewnątrz charakterystyczne były trójkątne przyczółki, których szczyty wykończono dekoracyjnym deskowaniem w jodełkę.
Jednorodność architektoniczna świadczy o zrealizowaniu bóżnicy od początku w jej ostatecznej formie. 